# Barbacoll de pit rovellat
El barbacoll de pit rovellat  (Nonnula rubecula) és una espècie d'ocell de la família dels bucònids (Bucconidae) que habita la selva humida localment al sud de Veneçuela, sud-oest de Surinam, nord-est del Perú, oest i sud-est del Brasil, el Paraguai i nord-est de l'Argentina.